# José de Grimaldo

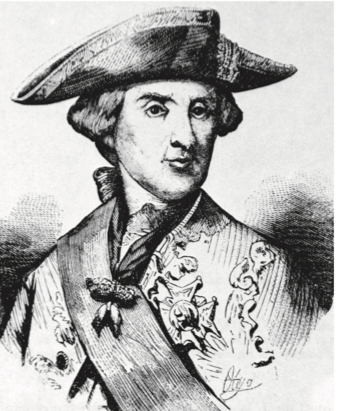
José de Grimaldo

José de Grimaldo y Gutiérrez de Solórzano, Markgraf (spanisch: marqués) de Grimaldo (* 1660 oder 1664 in der Provinz Bizkaia, Spanien; † 1733 in Madrid, Spanien), war ein spanischer Politiker, der unter König Philipp V. als Regierungschef seines Landes amtierte.

## Leben
Grimaldo setzte sich im Spanischen Erbfolgekrieg für die Seite der Bourbonen ein. Als Gefolgsmann von Jean Orry machte er im Umfeld von Philipp V. Karriere durch sein großes Verhandlungsgeschick.
1705 ernannte ihn der König zum Minister für Finanzen, Krieg und Seefahrt. Diese Ämter übte er bis 1714 aus. 1714 übernahm er die Position des ersten Staatssekretärs (Primero Secretario de Estado y del Despacho Universal) – also des Regierungschefs. 1719 übernahm er zusätzlich das Portefeuille des Kolonialministeriums (Secretario de Indias).
1722 arrangierte Grimaldo in Begleitung seines Adjutanten Sebastián de la Cuadra y Llarena (der später ebenfalls spanischer Regierungschef werden sollte) das Treffen auf der Île de Faisans, bei dem die siebenjährige spanische Prinzessin Maria Anna Viktoria von Spanien ihren Verlobten Ludwig XV. von Frankreich zum ersten Mal traf. Im Gegenzug sollte der spanische Kronprinz Ludwig die französische Prinzessin Louise Élisabeth de Bourbon-Orléans heiraten.
Als König Philipp 1724 zugunsten seines Sohnes Ludwig abdankte, trat auch Grimaldo von seinen Ämtern zurück; den Regierungsvorsitz übernahm Juan Bautista de Orendáin. König Ludwig starb aber noch im selben Jahr. Der abgedankte Monarch übernahm erneut den Thron und auch Grimaldo kehrte als Regierungschef zurück.
Ende 1725 ernannte der Hof den niederländischen Abenteurer Juan Guillermo Riperdá, der den Vertrag von Wien (1725) zustande gebracht hatte, zum Herzog und zum ersten Minister. Nachdem die Vereinbarung, den spanischen Prinzen Karl mit der österreichischen Kaisertochter Maria Theresia zu vermählen, am Widerstand Großbritanniens und der Niederlande gescheitert war, verlor auch Riperdá die Gunst des Hofes und Grimaldo kam erneut ins Amt. 1725 übernahm er zudem das Außenministerium.
Bei Hof, insbesondere bei der spanischen Königin Elisabeth sank seine Gunst, da er als Freund Englands galt. 1726 wurde er entlassen.
Für seine Verdienste erhob ihn der König zum Marqués de Grimaldo. 1733 starb er in Madrid.